# Miren Pradier
Pour les articles homonymes, voir Pradier.
Miren Pradier, née le 21 février 1972 à Biarritz (Pyrénées-Atlantiques), est une comédienne et autrice française.

## Biographie
Fille de Pierre Pradier (médecin humanitaire cofondateur de Médecins sans frontières puis Médecins du Monde) et de Danièle Pradier, médecin anesthésiste à Bayonne, Miren Pradier fait ses premiers pas sur scène au théâtre du Versant, centre de recherche théâtrale international à Biarritz. 
En 1992, elle intègre l'École supérieure d'art dramatique de Paris (ESAD) où elle reçoit l'enseignement de Roland Bertin, Micheline Boudet, Jean Darnel, Danièle Lebrun, Didier Sandre. 
Elle est un temps l'assistante d'Isabelle Adjani. 

### Théâtre
Dès sa sortie d’école, Miren Pradier se distingue dans des rôles de femmes indépendantes. Elle est entre autres Araminte dans Les Fausses Confidences de Marivaux (TNO), George Sand dans Prosper et George de G. Savoisien (Théâtre Labruyère) ou Madame Zakaryan Building de Léonore Confino.
C’est grâce à La Taverne Münchausen, spectacle entièrement improvisé en langage du 18e siècle que Miren entame un travail de collaboration avec Gwen Aduh et la Compagnie des Femmes à Barbe.
Elle coadapte avec Gwen Aduh et crée Les faux British (Théâtre Tristan Bernard, théâtre Saint Georges, Comédie des Champs-Élysées et tournées) qui obtient le Molière de la comédie 2016.
Le duo réitère et crée en 2018, Le gros diamant du prince Ludwig (Théâtre du Gymnase, Théâtre du Palace et tournées), qui obtient le Molière de la comédie 2018.
Elle adapte avec Gwen Aduh et crée en 2020 Sacré Pan !, Théâtre du Rond-Point à Paris et Théâtre des Variétés.
Elle adapte avec Gwen Aduh et crée en 2022 Dans la cour des grands (Théâtre Fontaine)
Elle adapte avec Gwen Aduh en 2023 La Chienne des Baskerville (Théâtre du 13e art).
En janvier 2024, Miren Pradier incarne sur scène le rôle de Valentine, personnage principal de la pièce de Sébastien Azzopardi Ma version de l’histoire au Théâtre Michel.

### Cinéma

#### Actrice
- 2000 : Taxi 2 de Gérard Krawczyk : une femme enceinte
- 2006 : La Jungle de Matthieu Delaporte : la première fille de la boîte
- 2012 : Le Prénom de Matthieu Delaporte et Alexandre de La Patellière : Sonia, l'infirmière
- 2013 : Girl on a Bicycle de Jeremy Leven : une infirmière

Les réfugiés climatiques (2009) court-métrage docu-fiction, co-écriture avec Denis Bardiau, diffusion France 5 (Sale temps pour la planète).[Quoi ?]